# Filip Ostrowski
Filip Ostrowski (ur. 12 lipca 2001) – polski lekkoatleta specjalizujący się w biegach średniodystansowych.

## Kariera sportowa
Jest zawodnikiem Rudzkiego Klubu Sportowego.

### Osiągnięcia
W 2025 r. zdobył złoty medal w biegu na 1500 m. podczas Akademickich Mistrzostwa Świata – FISU World University Games w regionie Ren‑Ruhra (Niemcy).

### Rekordy życiowe
- bieg na 800 metrów
  - stadion – 1:44.25 (Ostrawa 2025)[5]

## Działalność pozasportowa
W 2025 r. jest studentem fizjoterapii w Społecznej Akademii Nauk w Łodzi.